# Altare taurobolico di Lione

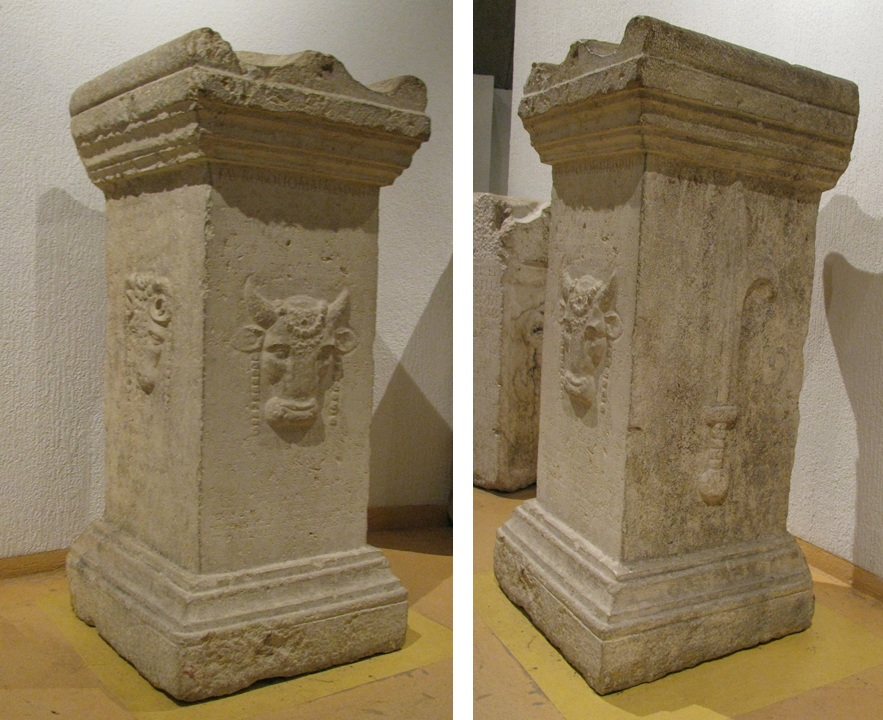
Veduta dell'altare

L'altare taurobolico di Lione è un altare in pietra con scolpita una testa di toro, scoperto a Lione (collina di Fourvière) nel 1704.

## Descrizione
Si tratta di un altare di circa 1 m di altezza, che presenta scolpita sul lato anteriore una testa di toro decorata con un'infula (benda che ornava gli animali sacrificati) legata alle corna e passante sulla fronte. Sopra e sotto la testa del toro è stata incisa un'iscrizione di dedica latina. Sul fianco destro è scolpita una testa di ariete, sempre con infula, con un'altra breve iscrizione, e sul fianco sinistro un coltello sacrificale.
L'iscrizione permette di datare l'altare al 160 d.C. Il ritrovamento fu particolarmente importante per l'archeologia di Lione e portò all'identificazione di alcuni resti ritrovati negli scavi, in corrispondenza della località di rinvenimento dell'altare con un presunto santuario della dea Cibele, che sarebbe stato fondato proprio nel 160 su una terrazza immediatamente sovrastante un odeion (piccolo teatro). Gli scavi in seguito condotti negli anni novanta, hanno piuttosto permesso di identificare un edificio, datato intorno all'anno 10 d.C., la cui identificazione è incerta, essendo conservate solo le fondazioni.
L'altare è attualmente conservato presso il museo della civiltà gallo-romana di Lione, esposto insieme ad altri oggetti relativi al medesimo culto rinvenuti successivamente e in differenti luoghi.

## Iscrizioni
Iscrizione sul lato anteriore
(CIL XIII, 1751 = ILS 4131)
Iscrizione sul fianco destro
(CIL XIII, 1751 = ILS 4131)
L'iscrizione rappresenta la più antica attestazione del culto di Cibele (Magna Mater) nella Gallia. Il sacrificio, ordinato dalla stessa dea, ebbe luogo a Roma, nel santuario della dea detto Phrygianum, collocato in corrispondenza dell'attuale facciata della basilica di San Pietro in Vaticano e i testicoli del toro sacrificato vennero portati a Lione dal dedicante, per essere seppelliti in un luogo pubblico, sul quale venne innalzato l'altare.
Il dedicante, Lucio Emilio Carpo, facente parte del collegio sacerdotale dei seviri augustali, doveva essere un ricco liberto, il cui nome da schiavo, Carpus è una latinizzazione del greco Karpos ("frutto") e potrebbe essere un indizio di una sua origine orientale. Faceva parte del collegio dei dendrofori, i portatori dell'albero sacro durante il Sanguem, ed era quindi un devoto del culto della dea Cibele.